# Premier Division (1978/1979)
Premier Division (1978/1979) – był to 82. sezon szkockiej pierwszej klasy rozgrywkowej w piłce nożnej. Sezon rozpoczął się 12 sierpnia 1978, a zakończył się 31 maja 1979. Brało w niej udział 10 zespołów, które grały ze sobą systemem „każdy z każdym”. Tytułu mistrzowskiego nie obronił Rangers. Nowym mistrzem Szkocji został Celtic, dla którego był to 31. tytuł mistrzowski w historii klubu. Tytuł króla strzelców zdobył Andy Ritchie, który strzelił 22 bramki.

## Zasady rozgrywek
W rozgrywkach brało udział 10 drużyn, walczących o tytuł mistrza Szkocji w piłce nożnej. Każda z drużyn rozegrała po 4 mecze ze wszystkimi przeciwnikami (razem 36 spotkań).

## Drużyny
| Uczestnicy poprzedniej edycji                                                                                 | Uczestnicy poprzedniej edycji | Uczestnicy poprzedniej edycji | Uczestnicy poprzedniej edycji |
| --- | ----------------------------- | ----------------------------- | ----------------------------- |
| RAN | Rangers                       | 1                             |                               |
| ABR | Aberdeen                      | 2                             |                               |
| DNU | Dundee United                 | 3                             |                               |
| HIB | Hibernian                     | 4                             |                               |
| CEL | Celtic                        | 5                             |                               |
| MTH | Motherwell                    | 6                             |                               |
| PAR | Partick Thistle               | 7                             |                               |
| STM | St. Mirren                    | 8                             |                               |
| Awans z Scottish First Division 1977/1978                                                                     |                               |                               |                               |
| MOR | Greenock Morton               | 1                             |                               |
| HRT | Heart of Midlothian           | 2                             |                               |
| Oznaczenia: - kolumna pierwsza – skróty nazw drużyn, - kolumna trzecia – miejsce zajęte w poprzednim sezonie. |                               |                               |                               |

## Stadiony
| Miasto     | Stadion             | Klub                | Pojemność |
| ---------- | ------------------- | ------------------- | --------- |
| Aberdeen   | Pittodrie Stadium   | Aberdeen            | 20 866    |
| Dundee     | Tannadice Park      | Dundee United       | 14 223    |
| Edynburg   | Tynecastle Stadium  | Heart of Midlothian | 20 099    |
| Edynburg   | Easter Road Stadium | Hibernian           | 20 421    |
| Glasgow    | Celtic Park         | Celtic              | 80 000    |
| Glasgow    | Firhill Stadium     | Partick Thistle     | 10 102    |
| Glasgow    | Ibrox Stadium       | Rangers             | 80 000    |
| Greenock   | Cappielow Park      | Greenock Morton     | 11 100    |
| Motherwell | Fir Park            | Motherwell          | 13 677    |
| Paisley    | St. Mirren Park     | St. Mirren          | 10 800    |

## Tabela końcowa
| Lp. | Drużyna                 | M  | Z  | R  | P  | Bramki | Bramki | Różn. | Pkt | Uwagi                          |
| --- | ----------------------- | -- | -- | -- | -- | ------ | ------ | ----- | --- | ------------------------------ |
| 1   | Celtic (M)              | 36 | 21 | 6  | 9  | 61     | 37     | +24   | 48  | Puchar Europy • 1R             |
| 2   | Rangers (P)             | 36 | 18 | 9  | 9  | 52     | 35     | +17   | 45  | Puchar Zdobywców Pucharów • 1R |
| 3   | Dundee United           | 36 | 18 | 8  | 10 | 56     | 37     | +19   | 44  | Puchar UEFA • 1R               |
| 4   | Aberdeen                | 36 | 13 | 14 | 9  | 59     | 36     | +23   | 40  | Puchar UEFA • 1R               |
| 5   | Hibernian               | 36 | 12 | 13 | 11 | 44     | 48     | −4    | 37  |                                |
| 6   | St. Mirren              | 36 | 15 | 6  | 15 | 45     | 41     | +4    | 36  |                                |
| 7   | Greenock Morton         | 36 | 12 | 12 | 12 | 52     | 53     | −1    | 36  |                                |
| 8   | Partick Thistle         | 36 | 13 | 8  | 15 | 42     | 39     | +3    | 34  |                                |
| 9   | Heart of Midlothian (S) | 36 | 8  | 7  | 21 | 39     | 71     | −32   | 23  | Spadek do First Division       |
| 10  | Motherwell (S)          | 36 | 5  | 7  | 24 | 33     | 86     | −53   | 17  | Spadek do First Division       |

## Wyniki spotkań

### Mecze 1–18
| Gospodarz \ Gość    | ABR | CEL | DNU | HRT | HIB | MOR | MTH | PAR | RAN | STM |
| Aberdeen            |     | 0:1 | 0:2 | 5:0 | 0:0 | 1:2 | 8:0 | 2:1 | 2:1 | 1:2 |
| Celtic              | 1:1 |     | 2:1 | 1:0 | 3:1 | 3:0 | 2:1 | 2:0 | 4:2 | 2:1 |
| Dundee United       | 2:2 | 2:1 |     | 2:1 | 2:1 | 4:0 | 2:1 | 2:1 | 1:2 | 2:0 |
| Heart of Midlothian | 0:0 | 0:3 | 0:3 |     | 1:2 | 0:1 | 3:0 | 0:2 | 3:2 | 1:2 |
| Hibernian           | 1:1 | 2:1 | 1:0 | 1:1 |     | 1:1 | 4:0 | 1:0 | 2:1 | 0:2 |
| Greenock Morton     | 0:1 | 1:0 | 3:1 | 2:2 | 3:0 |     | 6:0 | 2:2 | 0:2 | 1:0 |
| Motherwell          | 1:1 | 3:4 | 0:4 | 3:2 | 0:3 | 3:3 |     | 1:1 | 1:2 | 0:3 |
| Partick Thistle     | 1:2 | 1:2 | 1:2 | 2:0 | 6:1 | 2:1 | 0:0 |     | 0:2 | 3:1 |
| Rangers             | 2:0 | 1:0 | 1:0 | 4:0 | 1:0 | 1:1 | 3:0 | 1:0 |     | 1:0 |
| St. Mirren          | 2:2 | 0:2 | 2:1 | 2:1 | 2:3 | 3:1 | 1:0 | 1:1 | 1:2 |     |

Źródło: SPFL.co.uk
Objaśnienia:
1Drużyna gospodarzy jest wymieniona po lewej stronie tabeli.
Kolory: zielony – zwycięstwo gospodarzy, żółty – remis, różowy – zwycięstwo gości.

### Mecze 19–36
| Gospodarz \ Gość    | ABR | CEL | DNU | HRT | HIB | MOR | MTH | PAR | RAN | STM |
| Aberdeen            |     | 4:1 | 1:0 | 1:2 | 4:1 | 3:1 | 4:0 | 1:2 | 0:0 | 1:1 |
| Celtic              | 0:0 |     | 1:1 | 4:0 | 0:1 | 0:0 | 1:2 | 1:0 | 3:1 | 2:1 |
| Dundee United       | 1:1 | 1:0 |     | 3:1 | 0:0 | 1:2 | 2:1 | 2:0 | 3:0 | 1:1 |
| Heart of Midlothian | 1:4 | 2:0 | 2:0 |     | 1:1 | 1:1 | 3:2 | 0:1 | 0:0 | 1:1 |
| Hibernian           | 2:1 | 2:2 | 1:1 | 1:2 |     | 1:1 | 2:2 | 0:0 | 0:0 | 1:0 |
| Greenock Morton     | 2:1 | 1:2 | 3:1 | 3:2 | 2:2 |     | 1:2 | 1:0 | 2:2 | 1:3 |
| Motherwell          | 1:1 | 1:5 | 0:1 | 0:1 | 2:3 | 1:1 |     | 0:1 | 2:0 | 1:2 |
| Partick Thistle     | 0:1 | 2:3 | 1:1 | 3:2 | 2:1 | 2:1 | 2:0 |     | 1:0 | 2:1 |
| Rangers             | 1:1 | 1:1 | 1:1 | 5:3 | 2:1 | 3:0 | 4:1 | 0:0 |     | 0:1 |
| St. Mirren          | 2:1 | 0:1 | 1:3 | 4:0 | 1:0 | 0:0 | 0:1 | 1:0 | 0:1 |     |

Źródło: SPFL.co.uk
Objaśnienia:
1Drużyna gospodarzy jest wymieniona po lewej stronie tabeli.
Kolory: zielony – zwycięstwo gospodarzy, żółty – remis, różowy – zwycięstwo gości.